# Portretul Doñei Antonia Zárate (pictură din 1805)
Portretul Doñei Antonia Zárate este o pictură în ulei pe pânză realizată de Francisco de Goya în 1805. Este sursa pentru portretul realizat în 1810–1811 de Goya sau de către cei din studioul său.
În 1900 a fost expusă la Madrid și se spunea că era deținută de Doña Adelaida Gil y Zárate. A fost cumpărată la Londra de Sir Otto Beit, care a expus-o la Russborough House și a lăsat-o moștenire fiului său Sir Alfred Beit. A fost furată de la Russborough House în 1974 și 1986. La un an de la al doilea jaf, a fost nominal donată de Beit către Galeria Națională a Irlandei, deși a fost recuperată de la hoți doar în 1993.